# Parc d'État des Mounds
Pour les articles homonymes, voir Mounds.
Le parc d'État des Mounds (en anglais : Mounds State Park) est un parc d'État américain situé à la sortie d'Anderson dans le centre de l'Indiana. Il comprend plusieurs ouvrages créés par des Mound Builders à partir de 250 av. J.-C.

## Histoire

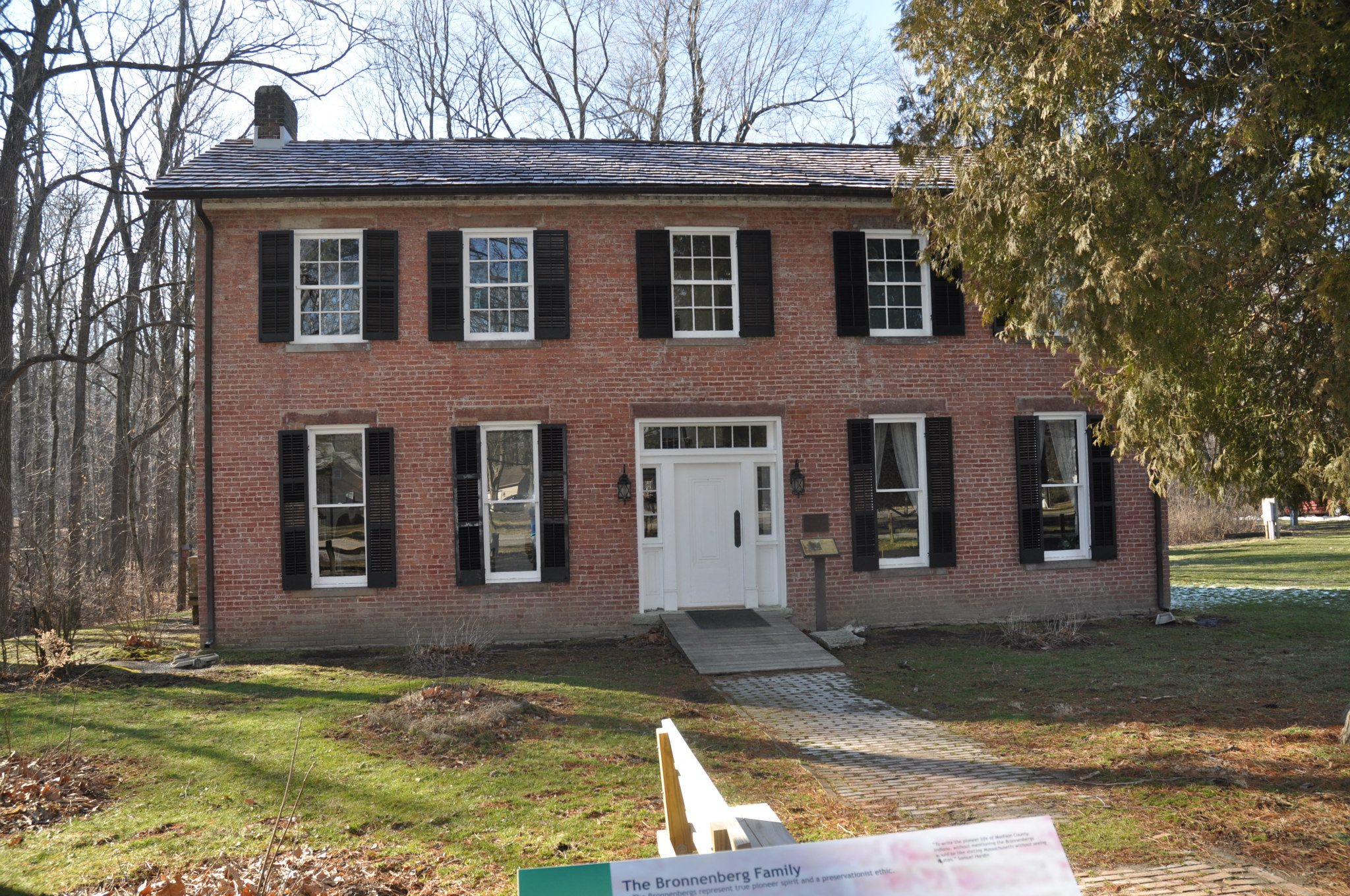
La maison des Bronnenberg.

À partir de 250 av. J.-C. des Amérindiens construisent des ouvrages de terre et modifient le paysage de ce site à proximité des rives de la White River. Au vu des objets découverts sur place, des Mound Builders de culture Adena et Hopewell s'y sont succédé,. Le site a probablement été choisi pour ses sources et cavernes ainsi que sa position en surplomb de la vallée de la White River.
La famille de Frederick Bronnenberg Sr. et Barbara Easter s'installe dans le comté de Madison en Indiana vers 1820. Bronnenberg Sr. construit un chalet à l'ouest du Great Mound. Son fils Frederick Jr. achète le terrain comprenant les tumulus en 1849. En 1853, il construit une ferme en forme de L dans un style fédéral,. Son fils Ransom y ajoute un deuxième étage et ferme le porche.
En 1905, Ransom cède environ 40 acres (16 ha) à l'Indiana Union Traction Company, qui y créé un parc d'attractions appelé Mounds Park. Il comprend plusieurs attractions dont des montagnes russes, un carrousel et un petit train faisant le tour du Great Mound. Le parc ferme ses portes en 1929. Le terrain est alors vendu à la société historique du comté de Madison puis cédé au Département de la protection de l'environnement de l'Indiana. Le parc d'État des Mounds est créé le 7 octobre 1930.
Le site est inscrit au registre national des lieux historiques en 1973,.

## Ouvrages de terre

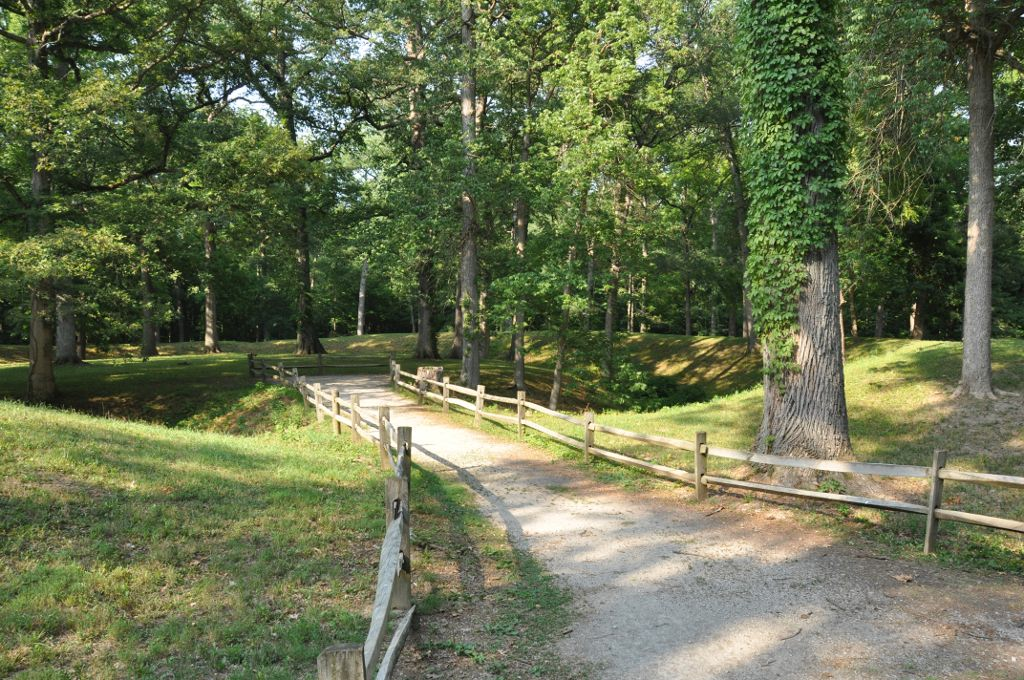
Le Great Mound.

Le site comprenait huit ouvrages de terre (en anglais : earthworks) en forme de cercle, dont quatre sont encore visibles au XXIe siècle. Les autres auraient été détruits pour la création d'un tramway au début du XXe siècle. Les ouvrages sont composés (en partant de l'extérieur) d'un mur, d'un fossé et d'une plateforme centrale.
Le principal ouvrage est le Great Mound (« grand monticule ») : d'une circonférence de plus de 350 pieds (107 m), il est créé par un fossé profond de 10 pieds (3 m) et large de 60 pieds (18 m). Le fossé, datant d'environ 160 av. J.-C., est creusé autour d'un petit monticule édifié un siècle plus tôt et aujourd'hui disparu.
Au nord-ouest du Great Mound se trouve l'enclosure de Fiddleback, qui doit son nom à sa forme en « dos de violon » (en anglais : fiddle's back). L'enclosure est longue d'environ 215 pieds (66 m) et large de 140 pieds (43 m) à 165 pieds (50 m). Le mur est haut de 1 pied (0,3 m) à 3 pieds (0,9 m), hauteur du fossé. L'enclosure de Fiddleback date d'environ 120 av. J.-C..
Les deux autres ouvrages circulaires sont de taille modeste. Sur le même site, un peu plus au nord, trois ouvrages de terre de forme rectangulaire ont également été construits. Seul le Circle Mound est cependant facilement repérable avec ses 285 pieds (87 m) de long, ses 225 pieds (69 m) de large et son fossé de 30 pieds (9 m) sur 6 pieds (1,8 m). Un autre ouvrage de 30 pieds (9 m) sur 3 pieds (0,9 m), le Dalman Mound, est redécouvert en 1988 par Karen Dalman. Un dernier site, le tumulus des falaises (Mounds Bluff), se trouve en surplomb de la White River.

## Activités
Le parc d'État des Mounds, qui s'étend sur 290 acres (117 ha), est géré par le Département des ressources naturelles de l'Indiana.
De nombreuses activités de plein air y sont proposées. Le parc comprend notamment un camping et une piscine. Il est possible d'y pêcher des poissons-chats, des crapets et des bars dans la White Riever. Six chemins de randonnée ont par ailleurs été aménagés, longs de 0,4 mille (0,6 km) à 2,5 milles (4 km).
Sur l'année 2017-2018, le parc a accueilli 407 652 visiteurs.